# Rennell Sound
Rennell Sound är ett sund i Kanada.   Det ligger i provinsen British Columbia, i den sydvästra delen av landet, 4 100 km väster om huvudstaden Ottawa.
Trakten runt Rennell Sound är nära nog obefolkad, med mindre än två invånare per kvadratkilometer.